# Найпол, Видиадхар Сураджпрасад
Сэр Видиадха́р Сураджпраса́д «В. С.» На́йпол (англ. Vidiadhar Surajprasad «V. S.» Naipaul, хинди विद्याधर सूरजप्रसाद नायपोल; 17 августа 1932, Чагуанас, Тринидад и Тобаго — 11 августа 2018, Лондон, Великобритания) — британский писатель, выходец с Тринидада индийского происхождения. Лауреат Нобелевской премии по литературе (2001). Брат писателя Шивы Найпола.

## Детство и молодость
Найпол родился в маленьком городе Чагуанас на островах Тринидад, которые в то время были британской колонией. Он был вторым ребёнком в семье. Его дедушки со стороны отца и матери работали на плантациях сахарного тростника. Его отец, Сиперсад Найпол, журналист, с 1929 года писал рассказы для Trinidad Guardian, а затем стал провинциальным корреспондентом. Уважение отца к писателям сильно повлияло на выбор карьеры Видиадхара Найпола.
В истории семьи Найполов были индуистские брахманы, но все суровые запреты не соблюдались в поколении, когда родился писатель. Сменилась также одежда и даже язык, на котором разговаривали в семье. Все было подражанием культуре Запада, и, соответственно, в семье разговаривали на английском. Когда писателю было 7 лет, его семья переехала в столицу Тринидада.
В скором времени Найпол поступил в Королевский колледж, который считался очень престижным. Ему не было ещё 17, когда он выиграл государственную стипендию на обучение за границей. Таким образом он поступил в Оксфордский университет для получения степени по английскому языку.
Прибыв в Оксфорд в 1950 году, он подавал большие надежды, но через год впал в депрессию из-за неспособности что-либо написать. Он взял все свои сбережения и поехал развеяться в Испанию.
В университете он встретил Патрисию Энн Хейл, с которой у него завязались серьёзные отношения. Но родители с обеих сторон были против их брака.
В 1953 году заболел и умер отец писателя, но Найпол не смог приехать на его похороны, так как у него не было ни времени, чтобы поспеть к похоронам, ни денег на билет.
Несмотря на попытки Найпола найти работу, все его обращения в то или другое учреждение отклоняли, а что-либо опубликовать ему не удавалось. В это время на него стала нажимать и его семья, которая ждала помощи. Подрабатывая на разных случайных работах и беря в долг, он начал работать над получением степени по литературе, сосредоточась на испанской литературе.
В 1953 году окончил Оксфордский университет, получив степень бакалавра искусств.
После этих событий Найпол уехал в Лондон, где поселился в квартире кузена. Патрисия получила стипендию на обучение в Бирмингеме и переехала на съёмную квартиру, где её мог посещать Найпол. Несмотря на помощь друзей, ему все ещё не удавалось найти работу, однако в 1954 году он получил шанс начать работу на Би-би-си и подписал контракт на 4 года с неполным графиком. В 1955 году Найпол женился на Патрисии и переехал в Килборн, не сообщив о женитьбе родителям.

## Начало литературной карьеры
На Би-би-си Найпол один раз в неделю вёл программы, писал колонку новостей и брал интервью. Его квартиру заполоняли карибские писатели. Тем не менее он все ещё не состоялся как писатель. В один летний день он написал за один присест рассказ в 3000 слов. Друзья посоветовали продолжить работу. За пять недель он написал свою первую книгу «Улица Мигель». Это сборник рассказов, объединённых между собой событиями на улице в столице Тринидада. Хотя книгу опубликовали не сразу, Найпол привлёк внимание многих издателей.
Редактору Найпола понравилась книга, но издатель Андре Дойч считал, что сборник рассказов неизвестного автора не будет хорошо продаваться в Британии. Он выступал за то, чтобы Найпол написал роман. Так, без всякого энтузиазма Найпол написал «Таинственного массажиста» осенью 1955 года. Издатель принял роман и выписал 125 фунтов гонорара.
В августе 1956 года он решает навестить семью в Тринидаде. Свою жену он не взял с собой, но в письмах описывал подробно свои впечатления. Он увидел, как изменился Тринидад за несколько лет его отсутствия. В стране назревали этнические и религиозные противостояние накануне выборов. Когда он собрался покинуть Тринидад, у него возникла идея написания новеллы о сельских выборах в Тринидаде. Эта идея вылилась в роман «Голосует Эльвира».
Когда он вернулся в Англию, издатель заявил, что публикация романа задерживается на 10 месяцев. Но все же после публикации роман приняли очень тепло. Ожидая гонорар, он согласился на работу помощника редактора в Cement and Concrete Association (C&CA), где издавался строительный журнал. Хотя он ненавидел эту работу, она дала ему финансовую стабильность и подарила сюжет для его романа «Мистер Стоун и рыцари-сподвижники». Друзья помогли Найполу получить заработок на сочинении аннотаций к книгам, чем он и занимался с 1957 до 1961. В 1958 г. он порывает связи с компанией ВВС. Его романы получают похвалы критиков. За сборник «Улица Мигель» в 1961 году он получает премию имени Сомерсета Моэма.

## Главные работы автора
Незадолго до начала работы над «Домом для мистера Бисваса» Найпол с женой переехали в более просторный дом. Работа над книгой заняла 3 года.
Книга представляет собой описание воображаемой версии жизни его отца. Эти истории стали такими реальными для автора, что он начал путать их с реальными событиями. Все амбиции главного героя зависят от колониального общества. Семья часто описывается с некоторой долей юмора. Юмор сглаживает много напряжённых моментов. Через некоторое время, когда двое его детей едут в колледж за границу и его здоровье ухудшается, он с женой селится отдельно.
Критики книгу встретили тепло. Во многих изданиях, в том числе в The Observer, писали о гениальности произведения.
Его визит в Индию в 1962 году привёл к созданию нескольких произведений, в число которых входят «Территория тьмы», «Флаг над островом» и «Мистер Стоун и рыцари-сподвижники», замысел которого появился ещё когда он пребывал в Лондоне. Опубликованные книги уже стали известны в мире, но они все ещё не приносили денег автору.
В 1964 году его попросили написать сценарий для американского фильма. На островах Тринидад он занялся написанием новеллы «Флаг над островом». Но концовка не понравилась режиссёру, и потому фильм так и не сняли. В новелле рассказывается о Фрэнки, который побывал на острове в годы войны и который пытался помочь бедным островитянам. Его попытки — это попытка решить социальные проблемы.
Вскоре после публикации «Флага над островом» Найпол начал работу над следующим романом «Ненастоящие». Этот роман не похож на предыдущие, в нём отсутствует элемент комичности. Но при этом его язык ироничен. Роман на 300 страниц очень обширен и даже неясен. В нём много отступлений, особенно описаний тропических островов. Сюжет концентрируется вокруг политика с островов. Он находится в изгнании и пытается написать свои мемуары. В них он рассказывает о своей политической карьере, но позднее его воспоминания становятся более личными.
В 1993 году получил первую премию Дэвида Коэна.
Нобелевская премия была присуждена Видиадхару Найполу в 2001 году за «непреклонную честность, что заставляет нас задуматься над фактами, которые обсуждать обычно не принято».

## Смерть
Найпол умер 11 августа 2018 года в своём доме в Лондоне, окружённый близкими.

### Художественные произведения
- Таинственный массажист (en) (англ. The Mystic Masseur) — (1957, экранизирован в 2001)
- Голосует Эльвира (en) англ. The Suffrage of Elvira) — (1958)
- Улица Мигель (en) (англ. Miguel Street) — (1959)
- Дом для мистера Бисваса (en) (англ. A House for Mr Biswas) — (1961)
- Мистер Стоун и рыцари-сподвижники (англ. Mr. Stone and the Knights Companion) — (1963)
- Флаг над островом (en) (англ. A Flag on the Island) — (1967)
- Ненастоящие (en) (англ. The Mimic Men) — (1967)
- В свободном государстве (en) (англ. In a Free State) — (1971) — Букеровская премия
- Guerillas (en) — (1975)
- Излучина реки (en) (англ. A Bend in the River) — (1979)
- Finding the Centre — (1984)
- Загадка появления (en) (англ. The Enigma of Arrival) — (1987)
- Дорога в мир (en) (англ. A Way in the World) — (1994) автобиография
- Полужизнь (en) (англ. Half a Life) — (2001)
- Magic Seeds (en) — (2004)

### Нон-фикшн
- Средний путь. Карибское путешествие (англ. The Middle Passage: Impressions of Five Societies — British, French and Dutch in the West Indies and South America) (1962)
- Территория тьмы (англ. An Area of Darkness (en)) (1964)
- The Loss of El Dorado (en) — (1969)
- The Overcrowded Barracoon and Other Articles (1972)
- India: A Wounded Civilization (en) (1977)
- A Congo Diary (1980)
- The Return of Eva Perón and the Killings in Trinidad (1980)
- Among the Believers: An Islamic Journey (en) (1981)
- Finding the Centre (1984)
- Reading & Writing: A Personal Account (2000)
- A Turn in the South (1989)
- India: A Million Mutinies Now (en) (1990)
- Homeless by Choice (1992)
- Bombay (1994, with Raghubir Singh)
- Beyond Belief: Islamic Excursions Among the Converted Peoples (1998)
- Between Father and Son: Family Letters (1999)
- The Writer and the World: Essays (2002)
- Literary Occasions: Essays (2003)
- A Writer's People: Ways of Looking and Feeling (2007)
- The Masque of Africa: Glimpses of African Belief (2010)

### Издания на русском языке
- В. С. Найпол Полужизнь = Half a Life: Роман. — Пер. с англ. В. Бабкова. — М.: Росмэн, 2003. — 301 с.; в пер. — ISBN 5-353-01068-X (Премия Букера: избранное)
- В. С. Найпол Средний путь. Карибское путешествие. — Пер. с англ. К. Голубович. — М.: Европейские издания; Логос, 2008. — 272 стр.; 3000 экз. — ISBN 978-5-98797-023-2 (TRAVEL SERIES)
- В. С. Найпол Территория тьмы. — Пер. с англ. Т. Азаркович. — М.: Европейские издания; Логос, 2008. — 320 стр. — ISBN 978-5-98797-025-6 (TRAVEL SERIES)